# Toxåsen
Toxåsen este o arie protejată (arie specială de conservare — SAC, sit de importanță comunitară — SCI) din Suedia întinsă pe o suprafață de 17,3 ha, integral pe uscat.

## Localizare
Centrul sitului Toxåsen este situat la coordonatele 61°43′36″N 12°38′02″E / 61.7266°N 12.634°E.

## Înființare
Situl Toxåsen a fost declarat sit de importanță comunitară în aprilie 2004 pentru a proteja 1 specie de plante. Situl a fost protejat și ca arie specială de conservare în martie 2011.

## Biodiversitate
Situată în ecoregiunea boreală, aria protejată conține 3 habitate naturale: Taiga vestică, Păduri fino-scandinave bogate în ierburi cu Picea abies, Mlaștini alcaline.
La baza desemnării sitului se află o specie protejată de  plante: papucul doamnei (Cypripedium calceolus).